# 河瀬一治
河瀬 一治（かわせ かずはる、1951年（昭和26年）10月12日 - ）は、日本の政治家。福井県敦賀市長（5期）、全国原子力発電所所在市町村協議会会長。福井県議会議員（1期）、敦賀市議会議員（2期）を務めた。

## 来歴
福井県敦賀市生まれ。日本大学商学部卒業。
1983年、敦賀市議会議員選挙に立候補し初当選。1987年に再選。1991年から福井県議会議員を務める。1995年4月23日、敦賀市長選挙で、5期目を目指した現職の高木孝一を破って当選。以後5期連続で当選。敦賀市長就任後、政府からの原子力発電関係の交付金を利用して敦賀きらめき温泉リラ・ポート（温泉施設、建設にはもんじゅの交付金を活用）など、大型の公共事業を推進し市内に豪華な施設を多数建設してきたが、多額の維持費がかかり、財政的な負担が生じているとの批判もある。
2011年4月24日投開票の敦賀市長選挙では、直前に発災した東日本大震災による東京電力福島第一原子力発電所事故の影響もあり、「原発との共存」を原子力政策として掲げる河瀬に対し、新人3候補が立候補したが、多選批判をかわし次点に約2,500票の差をつけて5選を果たした。しかし、市長選は立候補者が多かったわりには盛り上がりを欠き、投票率は70.74%で、過去最低となった。2014年9月、次期市長選挙に立候補せず引退する意向を表明、その際、次期市長には副市長（当時）の塚本勝典が望ましいと述べ、事実上塚本を後継者に指名した。塚本も後継立候補に前向きな姿勢を示していたものの、同年10月、河瀬に対し「一身上の都合」により後継指名を辞退する意向を伝え、河瀬も了承した。塚本の家族が市長選挙立候補に強く反対しており、立候補への環境が整わないためという。塚本は河瀬の任期満了をもって副市長職を退く考えを示した。2015年4月28日に、市長職を退任した。
2021年11月3日、秋の叙勲において旭日中綬章を受章。

## 人物
家族は妻、3男1女。体重は自称120kg（2014年時点）で愛煙家。高校生時代には柔道に励み、23歳のときに腕相撲大会で全国6位になったと河瀬は語っている。

## 問題となった言動など

### 道州制について
- 福井県では、仮に道州制が施行された場合、所属について地方制度調査会（所在地：東京都区部）による区割り案は、9道州の場合は関西州に、11道州及び13道州の場合は北陸州、また、「熱論・合州国家日本」に掲載されている区割り案では、大前研一案が北陸道、平松守彦案が関東信越州、江口克彦案が信越北陸州とされている。

2006年（平成18年）3月1日、河瀬一治・敦賀市長は、新年度当初予算案発表会見の中で道州制について触れ、以下のように発言した。
次いで、同年3月6日には、村上利夫・小浜市長（当時）も、市議会の所信表明で道州制について触れ、以下のように発言した。
一方、3年後の2008年（平成21年）8月4日に河瀬一治・敦賀市長が定例記者会見にて上述の「嶺北とは縁を切る」という自身の発言について新聞記者から質問された際には、「嶺南と嶺北を分けるのではなく、福井県が一体となって関西へ入ることが望ましい」という主旨で以下のように発言している。
と語っている。

### その他
- 2012年2月、市長交際費で越前ガニを購入し、原子力政策を所管する原発事故担当相（当時）の細野豪志ら11人の国会議員に歳暮として送っていたことが明らかになった[3]。